# Porte de Bourgogne
Ne doit pas être confondu avec Trouée de Belfort.
La porte de Bourgogne, appelée aussi porte des Salinières, est un monument situé à Bordeaux, dans le département français de la Gironde. Elle est classée monument historique depuis le 2 juin 1921.

## Présentation
La porte de Bourgogne est située place Bir-Hakeim, face au pont de pierre, et s'ouvre sur le cours Victor Hugo.

### Histoire
En remplacement de l'ancien rempart, l'intendant Tourny avait décidé de ceinturer la ville avec des chemins de promenade plantés d'arbres et ponctués de places ornées de portes (porte Dijeaux, porte de Bourgogne, porte d'Aquitaine…). 
La porte de Bourgogne est située à l'extrémité des anciens fossés des Salinières, actuel cours Victor-Hugo (ancienne rue des Fossés), à l'emplacement de l'ancienne porte médiévale des Salinières. Elle marque l'entrée officielle de la ville sur l'ancienne route menant à Paris. Tourny souhaitait qu'elle constitue un accompagnement pour la Place Royale (actuelle Place de la Bourse) et la consacra au Prince Monseigneur le Duc de Bourgogne le 24 janvier 1757. 
Elle a été un temps la Porte Napoléon pour célébrer la venue de l'Empereur à Bordeaux en 1808.

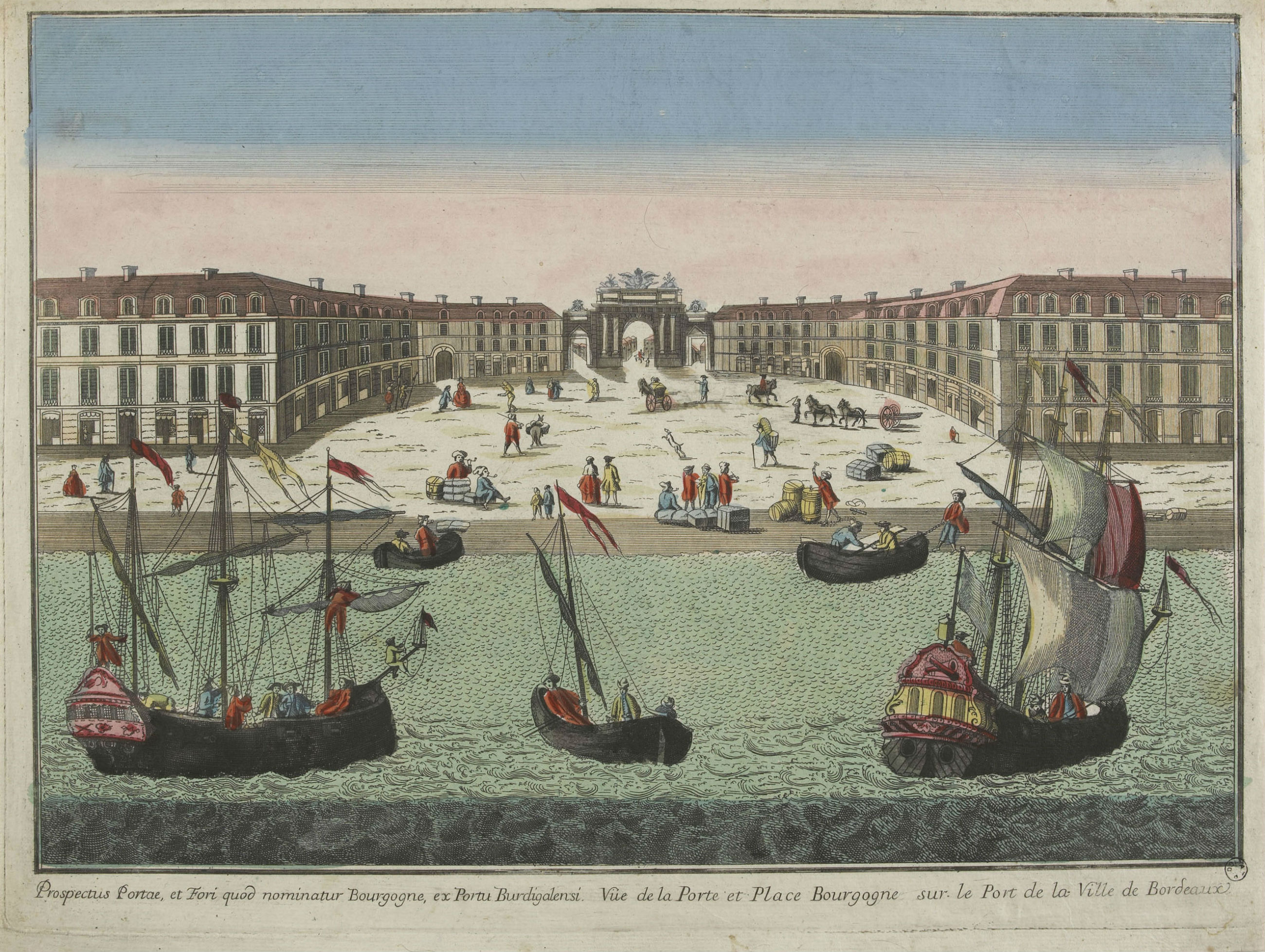
La Porte de Bourgogne au XVIIIe siècle.
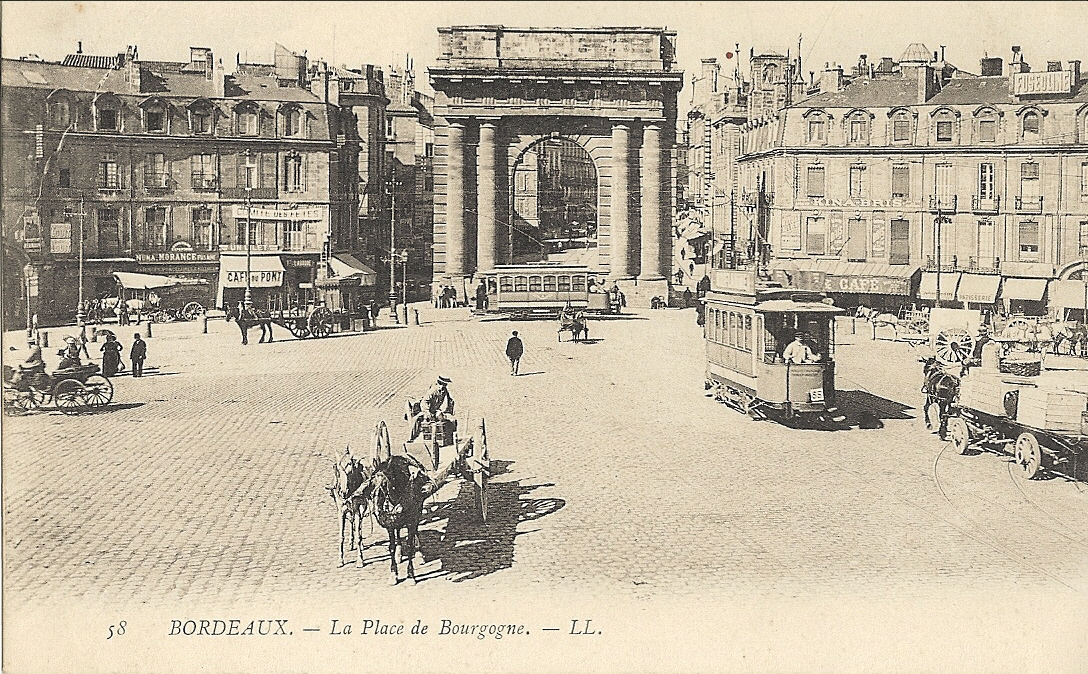
Un tramway porte de Bourgogne vers 1905.
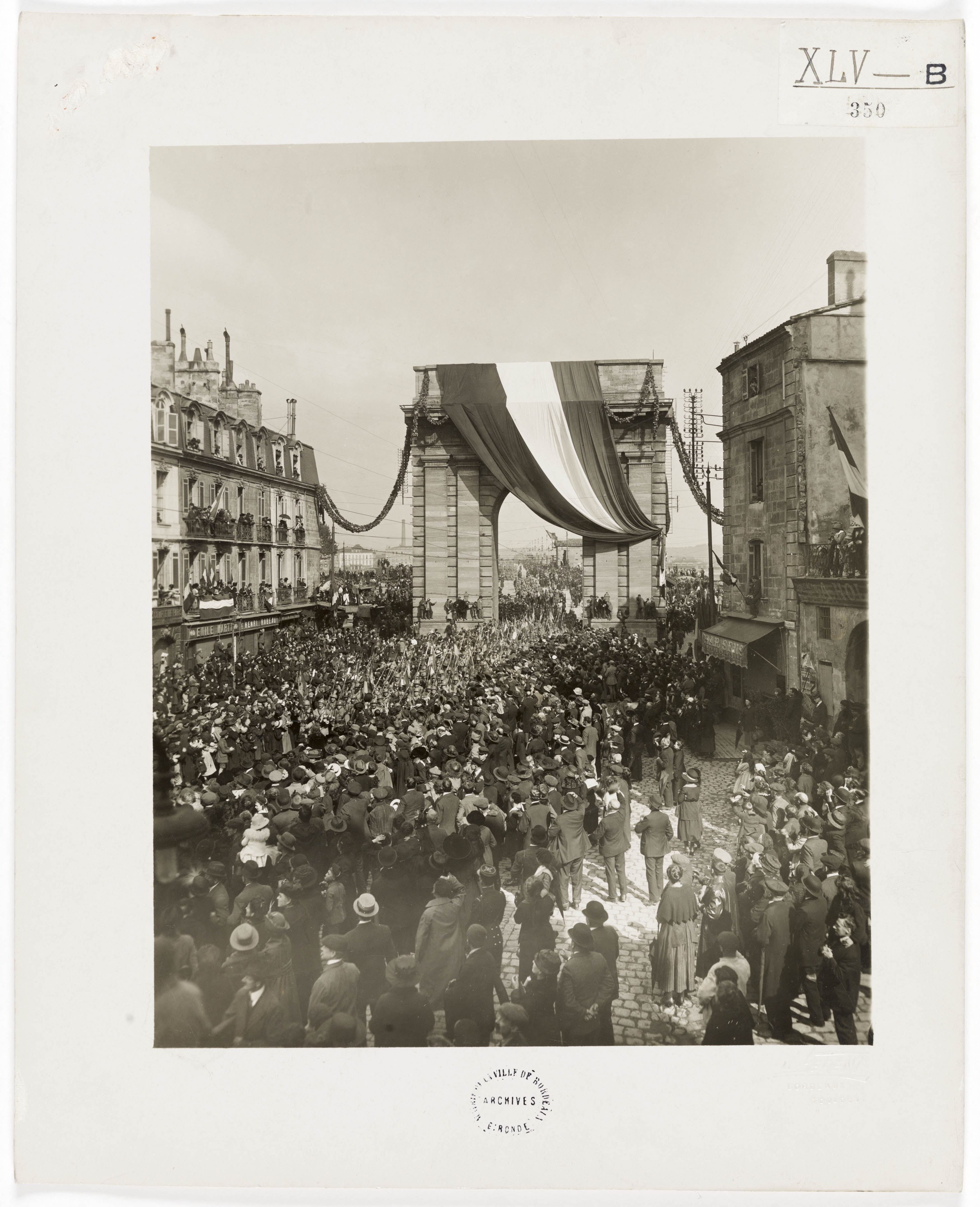
La porte drapée d'un drapeau tricolore (retour du front du 18e corps d'armée en 1919).

Le tramway bordelais dessert la périphérie de la porte de Bourgogne. La station Porte de Bourgogne est située Quai Richelieu à Bordeaux, près de la place Bir-Hakeim. La ligne   continue ensuite sur le pont de Pierre dans un sens, vers le Cours Alsace-Lorraine dans l'autre, alors que les lignes    suivent les quais.

### Description architecturale

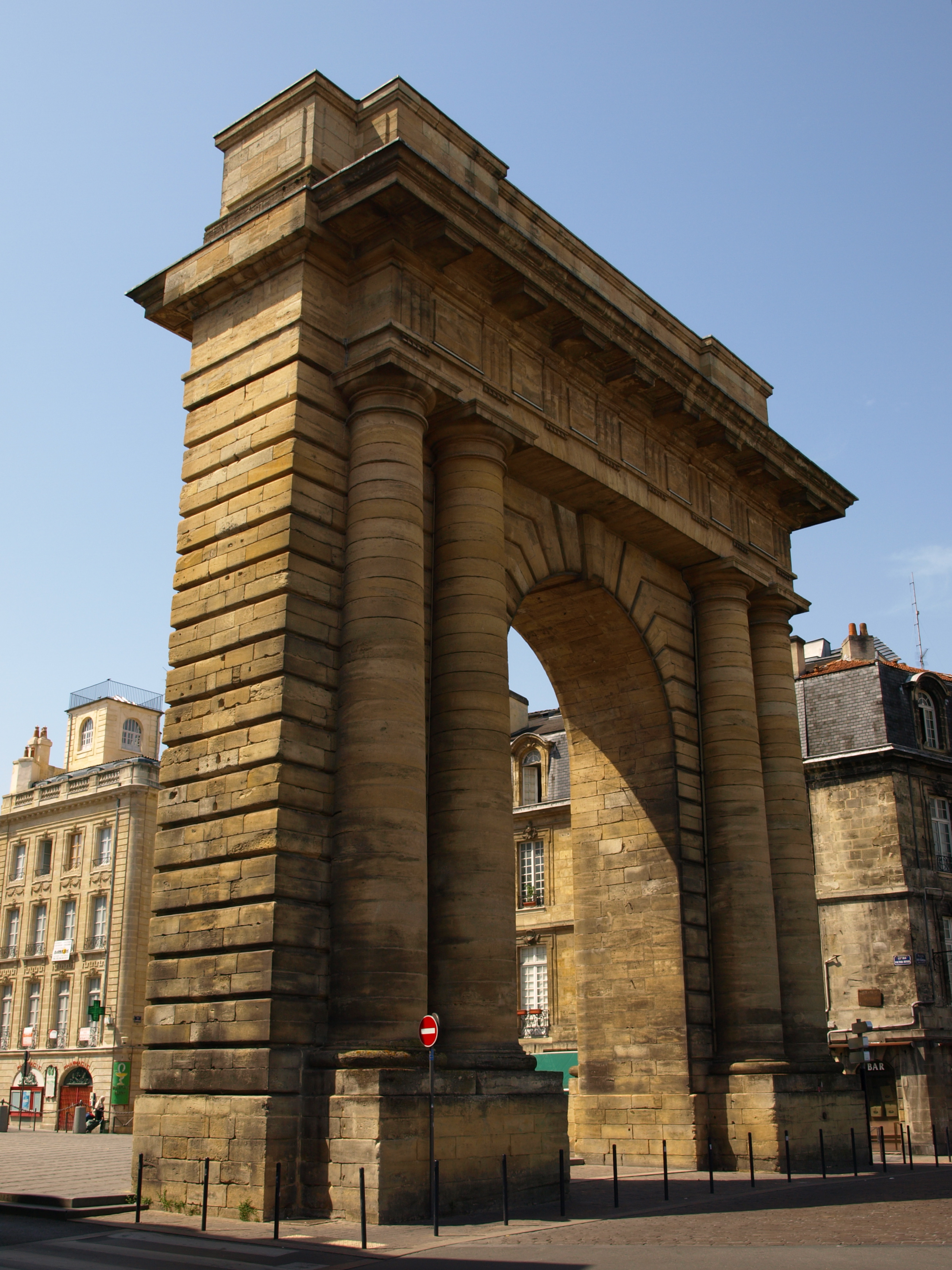
Face avant donnant sur la Garonne et le pont de pierre.
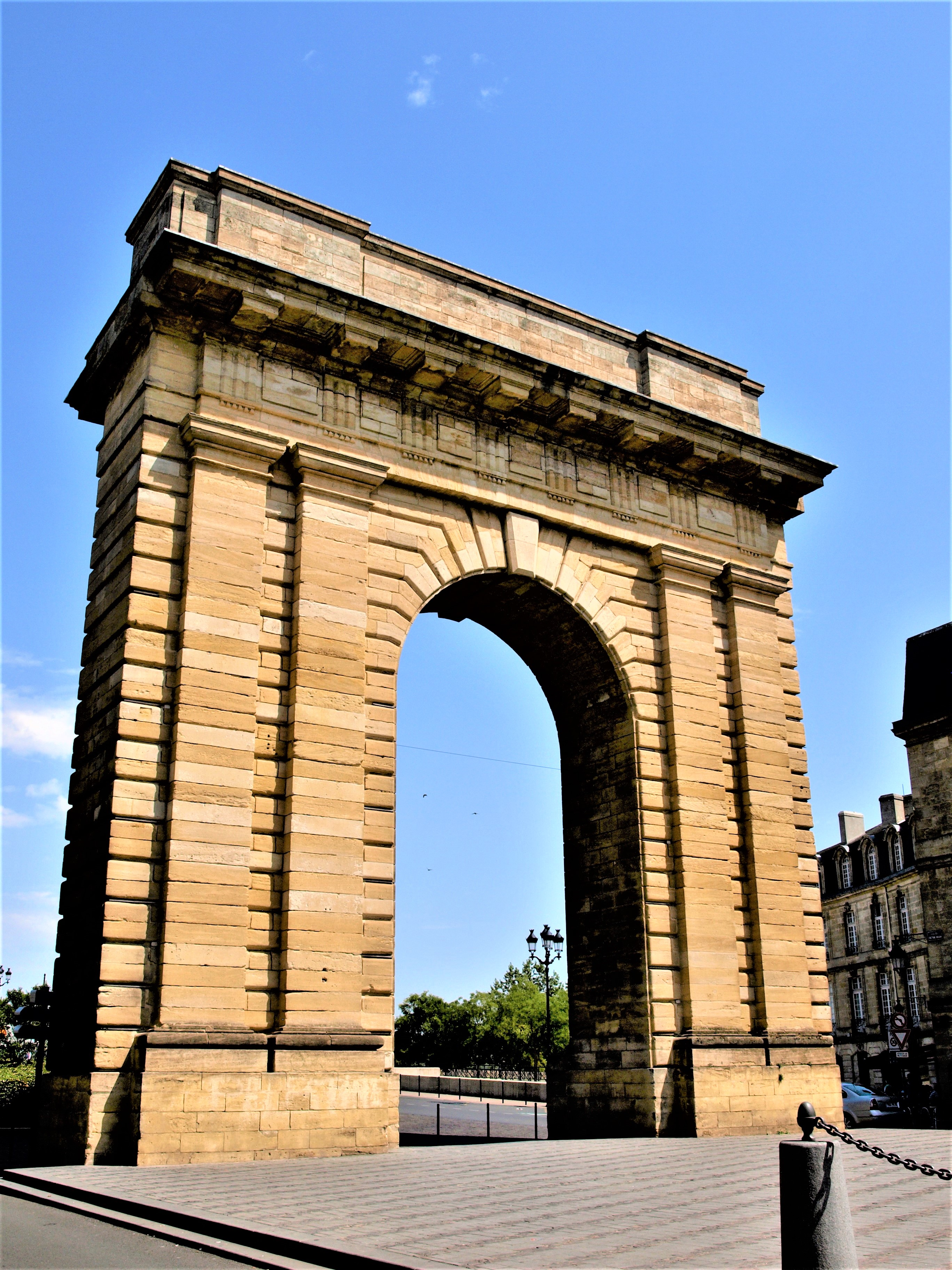
Face arrière donnant sur le cour Victor Hugo.

Sa conception classique et moderne se rapproche de celle des arcs de triomphe, tel que celui de Titus à Rome, elle donnait l'image de la ville moderne du XVIIIe siècle. La mise en scène de la porte de Bourgogne intégrant la place en demi lune qui l'annonce, fut imaginée par l'intendant Tourny. Sa réalisation entre 1750 et 1755, est due à l'architecte André Portier sous la surveillance de l'architecte Ange-Jacques Gabriel. Initialement la porte de Bourgogne était entourée de 2 petites portes latérales (démolies en 1807) qui rejoignaient les façades uniformes de la place.
Deux colonnes d'ordre dorique se détachent du fond brossé pour supporter un puissant entablement. La sobre solennité de l'arc est due à l'absence de décorations, armoiries royales et trophées d'armes, abandonnées pour des raisons de solidité de la construction.
Lors de la construction du pont de Pierre, la place située devant la porte de Bourgogne fut rehaussée avec pour conséquence d'encaisser la porte. Aujourd'hui le trafic routier et le tramway l'isolent un peu plus de son environnement.